# Henrietta Ónodi
Henrietta Ónodi (Békéscsaba, 22 mei 1974) is een voormalig turnster uit Hongarije. Ze vertegenwoordigde haar vaderland op de Olympische Zomerspelen 1992 in Barcelona en de Olympische Zomerspelen 1996 in Atlanta. Ze was de eerste turnster die een gouden Olympische medaille won voor Hongarije.
Ónodi was de eerste die het naar haar vernoemde 'Onodi' element op de balk uitvoerde, een halve draai om de lengte as overgaand in een flikflak.
Na haar topsport carrière ging ze studeren en coachen in de Verenigde Staten. Verder is ze vier keer uitgeroepen tot Hongaars gymnast van het jaar (1989, 1990, 1991, 1992) en in 2010 kreeg Ónodi een plaats in de 'International Gymnastics Hall of Fame'.
Tegenwoordig werkt Ónodi in de chiropractor praktijk van haar man, de Amerikaans voormalig vijfkamper James Haley en samen hebben zij 3 kinderen, Annabella, Sebastian en Christian. Sinds 2015 is ook Henrietta Amerikaans staatsburger.

## Resultaten

### Olympische Zomerspelen
| Jaar | Plaats    | Resultaten                                                  |
| ---- | --------- | ----------------------------------------------------------- |
| 1992 | Barcelona | 6e Team meerkamp · 8e Individuele meerkamp · Sprong · Vloer |
| 1996 | Atlanta   | 9e Team meerkamp                                            |

### Wereldkampioenschappen
| Jaar | Plaats       | Resultaten                                                                                   |
| ---- | ------------ | -------------------------------------------------------------------------------------------- |
| 1989 | Stuttgart    | 9e Team meerkamp 19e Individuele meerkamp 5e Balk                                            |
| 1991 | Indianapolis | 8e Team meerkamp · 31e Individuele meerkamp · Sprong · 4e Brug ongelijk · 7e Balk · 4e Vloer |
| 1992 | Parijs       | Sprong · Vloer                                                                               |

### Europese kampioenschappen
| Jaar | Plaats  | Resultaten                                                            |
| ---- | ------- | --------------------------------------------------------------------- |
| 1989 | Brussel | 5e Individuele meerkamp · 8e Sprong · Brug ongelijk · 5e Balk · Vloer |
| 1990 | Athene  | Individuele meerkamp · 8e Brug ongelijk · 8e Balk · Vloer             |

### Top scores
Hoogst behaalde scores op mondiaal niveau (Olympische Spelen of Wereldkampioenschap finales).
| Onderdeel            | Score  | Wedstrijd                   | Locatie      |
| -------------------- | ------ | --------------------------- | ------------ |
| Individuele meerkamp | 39.449 | Olympische Zomerspelen 1992 | Barcelona    |
| Sprong               | 9.950  | Wereldkampioenschappen 1992 | Parijs       |
| Brug ongelijk        | 9.937  | Wereldkampioenschappen 1991 | Indianapolis |
| Balk                 | 9.837  | Wereldkampioenschappen 1989 | Stuttgart    |
| Vloer                | 9.950  | Olympische Zomerspelen 1992 | Barcelona    |